# Persona Q2: New Cinema Labyrinth
Persona Q2: New Cinema Labyrinth (яп. ペルソナQ2 ニュー シネマ ラビリンス, кириліз.: Перусона Кю Цу: Ню Шінема Рабірінсу) — японська рольова гра в жанрі dungeon crawler, випущена Atlus для Nintendo 3DS у 2018 році в Японії та в червні 2019 року у світі. Це сиквел Persona Q, що об'єднує персонажів із Persona 3, Persona 4 і Persona 5.

## Сюжет
Сюжет Persona Q2 розгортається під час подій Persona 5, коли Примарні крадії сердець опиняються у світі фільмів, замкненому в таємничому кінотеатрі. Прагнучи врятувати викрадених Макото і Хару, вони зустрічають його мешканців — сором’язливу амнезійку Хікарі та загадкову Наґі. Подорожуючи крізь фільми, команда приєднується до героїв з Persona 3 і 4, щоб змінити викривлені сюжети й дати їм щасливі завершення. Зрештою виявляється, що всі фільми — це відображення пригнічених спогадів Хікарі, яка через травми втратила віру в себе. Її внутрішній біль уособлює тінь, на ім'я Доу, що виявляється втіленням її батька. Подолавши його, Хікарі приймає себе і долає минуле. Справжнім ворогом виявляється Наґі, богиня Енліль, яка ув’язнює нещасних людей у світі спогадів. Після перемоги над нею всі повертаються до реальності. Хікарі мириться з батьком і знімає власний фільм — «New Cinema Labyrinth», який презентує на фестивалі.

## Розробка
Первинна концепція гри, розроблена режисером Persona Q Даісуке Канадою, передбачала створення окремої підсерії, а не поодинокого проєкту. Після виходу та позитивного сприйняття Persona 5, Atlus прийняла рішення розробити продовження Persona Q із залученням персонажів із Persona 5. Повноцінне виробництво Persona Q2 розпочалося після завершення робіт над Persona 5 у 2016 році. Даісуке Канада виступив продюсером проєкту, а посаду режисера обійняв Юта Аіхара. Відповідно до отриманих відгуків щодо першої гри, розробники вдосконалили ігрові механіки та відкоригували рівень складності. До гри було додано нових оригінальних персонажів, а також героїв Persona 5. На численні прохання фанатів до складу персонажів включили також жіночого протагоніста з Persona 3 Portable. З метою зосередження сюжету, у грі відсутня можливість обирати початкову групу героїв — основна оповідь фокусується на персонажах Persona 5. У межах первинної концепції, елементи горору, характерні для першої гри, були значно пом'якшені або усунуті, а ігровий процес спрощено для залучення нових гравців. Аіхара також інтегрував сюжетний елемент під назвою Special Screenings, натхненний його прихильністю до функції Strolls у Persona Q.
Музичне оформлення гри забезпечив композитор Ацуші Кітаджьо, який раніше працював над Persona Q та іншими проєктами серії. Основними концептуальними орієнтирами музики стали ключові слова: «ретро», «поп» і «кітч». Вокальні партії виконували Юмі Кавамура (Persona 3), Маюмі Фуджіта (Persona 3 Portable), Шіхоко Хірата (Persona 4) та Lyn (Persona 5). Репер Lotus Juice, що співпрацює із серією з часів Persona 3, також узяв участь у записі кількох композицій. Вступна пісня «Road Less Taken» була виконана квартетом Кавамура — Хірата — Lyn — Lotus Juice.
Офіційний анонс Persona Q2 відбувся у серпні 2017 року одночасно з презентацією інших спінофів серії: Persona 3: Dancing in Moonlight та Persona 5: Dancing in Starlight. Повне розкриття проєкту відбулося в серпні 2018 року, а реліз у Японії відбувся 29 листопада 2018 року. У Північній Америці та Європі гра вийшла 4 червня 2019 року, включно зі спеціальним виданням Showtime Premium Edition для північноамериканського ринку. Persona Q2 стала останньою повністю оригінальною грою для Nintendo 3DS, що була випущена у фізичному форматі в Північній Америці. На відміну від інших локалізованих ігор серії, Persona Q2 не має англійського дубляжу.

## Сприйняття
Гру Persona Q2: New Cinema Labyrinth загалом сприйняли позитивно. Середня оцінка на Metacritic склала 81/100. Видання Destructoid, Game Informer та GameRevolution дали грі оцінки від 8 до 9 балів з 10. GameSpot оцінив гру на 7/10, а Nintendo Life поставив високий бал — 9 із 10.